# Ulgen
Ulgen ali Baj Ulgen (staroturško Bej Ülgen, Bai-Ulgen, Bai-Ülgen, Baj-Ulgan, Baj-Ulgen, Baj-Ülgen, kazaško Ӱлген, latinizirano: Ülgen, rusko Ульгень ali Ульге́нь, osmanskoturško اولگن) je turški in mongolski bog stvarstva, ki se včasih istoveti s Tengrijem, čeprav to ni, podobno kot se istovetita Helij in Apolon. Njegovo ime izhaja iz staroturških besed baj – bogat in ülgen – veličasten. 

## Značilnosti
V turški in mongolski mitologiji tvori breza kozmično os med nebom in zemljo, zato je sveta in posvečena Ulgenu. Njemu je posvečen tudi konj,  ki je kot sveta in žrtvena žival del njegovega čaščenja. Ulgen simbolizira dobroto, blaginjo, številčnosti, obilje  hrane, vode in drugo.  Poleg tega je stvarnik zemlje, neba in vseh živih bitij in nadzira dogajanja v ozračju in gibanje zvezd. Zemljo je ustvaril za ljudi, ki na njej živijo,  in vodi ljudi, živali in mavrico. Je tudi zaščitnik  šamanov in vir njihovega znanja.
Med ljudmi velja prepričanje, da je Ulgena ustvaril Tengri (Tengere Kajra Kan). V mongolsko-turškem panteonu je drugo najvišje božanstvo za Tengrijem.  Pogosto se primerja s Tengrijem, velja za njegov par ali kar zanj. V nekaterih pogledih sta Ulgen in Tengri delno zamenljiva. 
Ulgan je opisan kot nasprotnik boga zla in  teme Erlika in je v tem smislu zaščitnik človeštva. 
Baj Ulgen živi nad zvezdami, soncem in luno v zlati hiši v šestnajstem nadstropju neba. Večina ljudi ga nikoli ne sreča. Izjeme so šamani, ki posedujejo astralne moči.  
Njemu v čast se žrtvujejo živali, zlasti konji. Vsako tretje, šesto, deveto ali dvanajsto leto lahko šaman žrtvuje belega konja kot prvi korak dostopa do Ulgena. Šaman mora zatem zajahati njegovo dušo in prodreti skozi vse plasti neba, dokler ne pride do Ulgena. Tam najprej sreča Ulganovega služabnika Jajika, ki mu pojasni, ali so bili njegovi darovi sprejeti ali ne. Če je bilo žrtvovanje uspešno, lahko šaman od vsevednega Ulgena izve za preteče nevarnosti, kakršna je na primer slaba letina.

## Ulgenovi otroci
Ulgen  ima sedem sinov, imenovanih Akoğlanlar (Beli fantje)  ali  Kıyatlar. Ima tudi devet hčera, imenovanih Akkızlar ali Kıyanlar. Nobeno njihovo ime ni znano. Hčerke so vir šamanovega navdiha.

### Akoğlanlar
Ulgenovi sinovi so:
- Karšit Kan ali Karşıt, bog čistosti,
- Pura Kan ali Bura, bog konj,
- Burča Kan ali Burça Kan, bog blaginje,
- Jašil Kan ali  Yaşıl Kan, bog narave,
- Karakuš Kan ali Karakuş, bog ptičev,
- Kanim Kan ali  Er Kanım, bog zaupanja in
- Bakti Kan ali Baktı Kan, bog blagoslova.